# Rheinische Musikschule

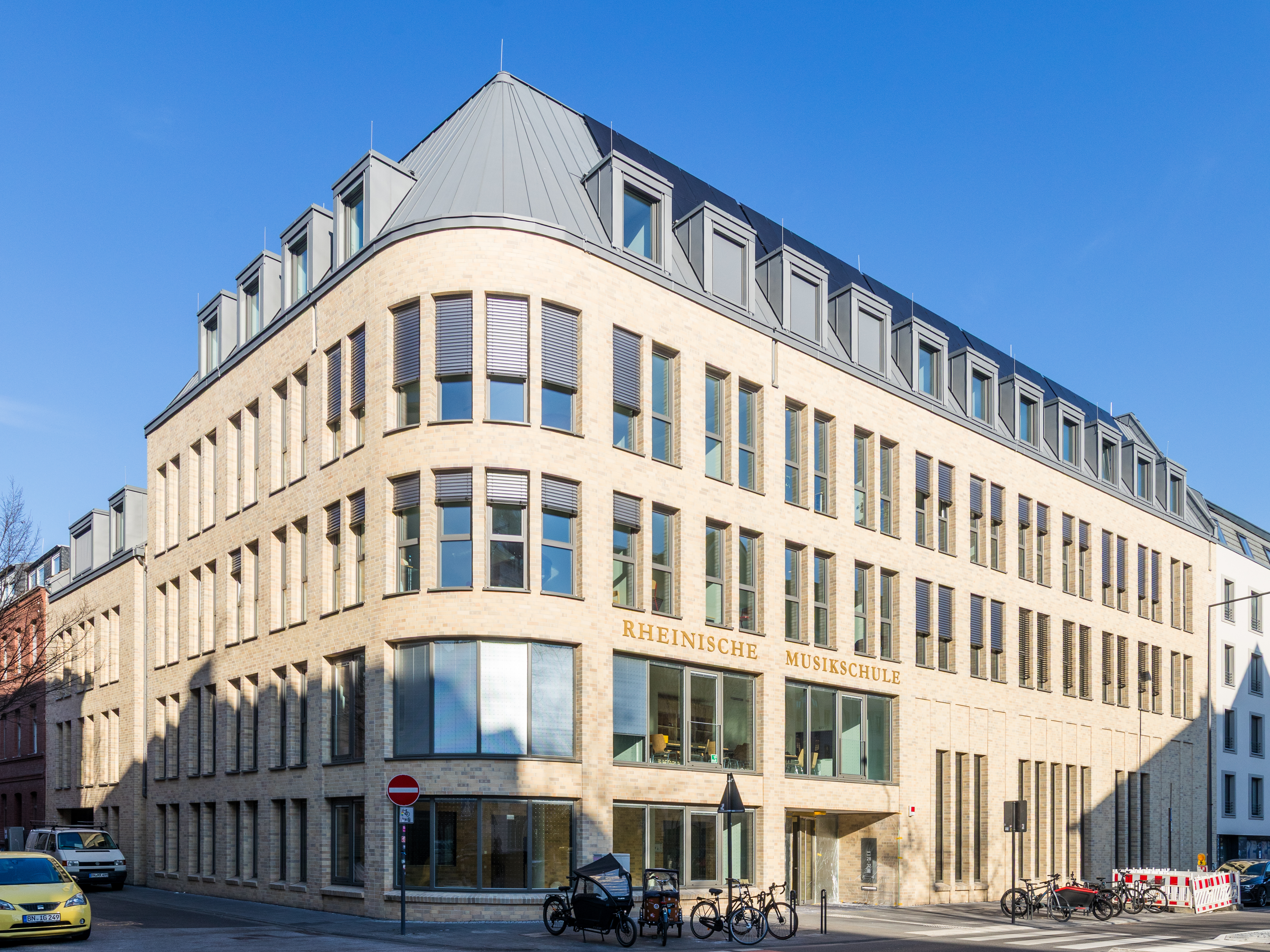
Rheinische Musikschule, Vogelsanger Straße, Köln (Neubau 2025)

Die Rheinische Musikschule, gegründet 1845, ist die Ausbildungsstätte für Musik der Stadt Köln. Michael Kobold, der am 31. Oktober 2013 in den Ruhestand ging, leitete die Bildungseinrichtung seit 1996. Seit dem 1. November 2013 ist Tilman Fischer Direktor der Musikschule.

## Geschichte

### 1815 bis 1925
1815 erschien in der Allgemeinen Musikalischen Zeitung der Vorschlag, in Köln eine Ausbildungsstätte nach Vorbild des Conservatoire de Paris zu gründen. Ein weiterer Aufruf erfolgte am 3. Juni 1843 in der Kölnischen Zeitung. Am 27. Januar 1845 einigte sich der Rat der Stadt Köln in seiner Sitzung auf die Errichtung einer Rheinischen Musikschule. Schwerpunkt der musikalischen Ausbildung war zunächst Violine, Klavier, Solo- und Chorgesang. Das Unterrichtsgebäude befand sich am Neumarkt. Das Eintrittsalter der Schüler lag bei 15 Jahren. Der erste Leiter der Schule war Heinrich Dorn. Ihm folgte 1849 Ferdinand Hiller. Hiller favorisierte eine vermehrte Ausbildung von Berufsmusikern, im Gegensatz zu seinem Vorgänger, der eher Privatmusiklehrer für Musikliebhaber im Sinn hatte. 1850 betrug die Zahl der Schüler 17, die von acht Lehrkräften unterrichtet wurden. Finanziert wurde die Schule durch Mäzene wie die Kölner Familien DuMont, Farina oder Oppenheim.
1858 wurde die Schule in Conservatorium der Musik in Coeln umbenannt. Es folgte der Umzug in die Glockengasse. 1861 erteilte ein Preußischer Erlass der Schule als erster ihrer Art im Königtum den Status einer Juristischen Person. Nach einem Interimsgebäude in der Marzellenstraße fand die Schule einen neuen Sitz in der Wolfstraße mit Unterrichtsräumen, Bühnensaal mit 350 Sitzplätzen und Bibliothek. 1884 zählte die Schule 152 Studierende. Ausländische Studenten kamen aus Nordamerika und Australien. Der Nachfolger von Hiller wurde Franz Wüllner. Wüllner richtete eine Orchesterschule, eine Opernschule und ein Klavierlehrerseminar ein. Pflichtfächer wie Gehörbildung, Musiktheorie, Musikgeschichte, Formenlehre sowie die Teilnahme am Chorgesang wurden eingeführt.

„Zu Wüllners Zeiten trugen seine Kölner Einrichtungen Modellcharakter für die Musiklehranstalten von Wien bis London.“

Komponisten, die zu Wüllners Zeit an der Rheinischen Musikschule lehrten waren Engelbert Humperdinck, Arnold Mendelssohn, Otto Neitzel und Franz Bölsche.
Als Nachfolger Wüllners wirkte 1903 bis 1914 Fritz Steinbach. Steinbach gewann u. a. Elly Ney, Carl Friedberg, Fritz Hans Rehbold, Lazzaro Uzielli und Bram Eldering als Lehrer. 1914 zählte die Schule über 800 Studenten. Zum Wintersemester 1914/15 sank die Zahl auf unter 600. 1920 waren mit 1.100 Personen wieder mehr Studenten eingeschrieben.
Hermann Abendroth wurde 1915 neuer Leiter des Konservatoriums. Neu als Lehrer wurden Emanuel Feuermann, Hermann Zitzmann, Hede von Lukowitz-Toepel, Hermann Unger, Gottfried Grote, Henny Wolff, Hans Hulverscheidt und Reinhard Schwarz-Schilling gewonnen.
1925 erfolgte eine Reformierung der Schule. Satzung und Prüfungsordnungen wurden auf das Doppel einer Staatlichen Hochschule für Musik und einer Städtischen Rheinischen Musikschule angelegt.

### 1925 bis 1945
Nach 1925 gliederte sich die Musikausbildung in Musikhochschule und Rheinische Musikschule. Zum Bereich der Musikhochschule gehörten die Meisterklassen für Instrumentalspiel und Gesang, Komposition, Musiktheorie, Musikgeschichte, Rhythmik, Opernschule, und die Abteilungen für evangelische und katholische Kirchenmusik sowie Schulmusik. Zum Bereich der Rheinischen Musikschule gehörten die Vorbereitungsklassen für die Orchesterschule, die Opernchorschule und Klassen für die Laien- und Jugendmusik.
Nach der Machtergreifung der Nationalsozialisten wurde der Hochschuldirektor Walter Braunfels entlassen. Auch Hermann Abendroth wurde aus seinem Amt vertrieben. 1935 übernahm Martin Karl Hasse die Leitung der Hochschule, zum Leiter der Rheinischen Musikschule wurde Hermann Unger ernannt. Nach 1939 war der Unterrichtsbetrieb wegen der Einberufung von Lehrern und Schülern stark eingeschränkt. Viele Schüler wurden zu Frontkonzerten abkommandiert. Am 29. Juni 1943 wurden die Gebäude in der Wolfstraße und am Mauritiussteinweg zerstört. Der Unterricht wurde teilweise in den Privatwohnungen der Lehrer noch erteilt.

### 1945 bis 1975
Nach 1945 begann Heinrich Lemacher mit der Reorganisation der Schule. An der Rheinischen Musikschule lehrten nun Heinz Schkommodau, Loni Binhold, Else Schmitz-Gohr, Anny Beuthel und Wilhelm Drey. Wegen des Mangels an Lehrern und Räumlichkeiten waren Musikhochschule und Rheinische Musikschule zunächst wieder vereint. 1946 übernahm Walter Braunfels die Leitung der sogenannten „Rheinischen Musikhochschule“, die im Palais Oppenheim am Oberländer Ufer eine Bleibe fand. Ein Drittel des Unterrichts fand zunächst noch in Privatwohnungen statt. 1947 wurde Hans Mersmann neuer Leiter. 1950 hatten beide Einrichtungen wieder über 600 Studierende und 65 Dozenten. Durch eine große Anzahl gemeinsamer Dozenten waren beide Schulen bis weit in die 1960er Jahre stark miteinander verflochten, was durchaus beabsichtigt war. 1953 zogen beide Institute in das ehemalige Gebäude des WDR in der Dagobertstraße und blieben so unter einem Dach. 1957 wurde Heinz Schröter Leiter beider Schulen. Robert Engel, Leiter des Seminars für Jugend- und Volksmusik verfasste 1960 eine „Denkschrift zur Verselbständigung der Rheinischen Musikschule“.
1962 wurde die Rheinische Musikschule unter dem alten Namen Konservatorium der Stadt Köln wieder selbstständig. Unter der Leitung von Hugo Wolfram Schmidt und Robert Engel fand die Schule ihren endgültigen Standort in der Vogelsanger Straße, den sie noch heute hat. Das Angebot umfasste instrumental- und vokale Ausbildung, Seminare für Privatmusiklehrer und Musikschullehrer. 1965 wurden Institute für Evangelische und Katholische Kirchenmusik eingerichtet. 1963 begann Karlheinz Stockhausen mit den Kursen für neue Musik. Bei den 2. Kölner Kursen für Neue Musik unterrichteten u. a. Künstler wie Luc Ferrari, Henri Pousseur, Luciano Berio, Aloys Kontarsky, Herbert Schernus, Michael Gielen, Martina Arroyo, Christoph Caskel, Aurele Nicolet, Siegfried Palm und Francis Pierre. Das Projekt wurde von der Musikhochschule und dem WDR unterstützt und fand internationale Beachtung. Das Gegenstück zu den Kursen für Neue Musik wurden die 1964 initiierten Kurse für Alte Musik, die von Alfred Krings geleitet wurden. Dozenten waren u. a. Rudolf Ewerhart, Wilhelm Ehmann, Gustav Leonhardt, Hans-Martin Linde, Johannes Koch und Helmuth Rilling. 1966 wurde ein eigenes Institut für Alte Musik gegründet. Feste Lehrer waren Annemarie Bohne, Rosemarie Daehn-Wilke, Heiner Spicker, Günther Höller, Werner Mauruschat und Walter Holy. 1967 hatte die Schule 700 Studierende, darunter 377 Berufsstudenten. 1966 wurde in Kooperation mit dem Humboldtgymnasium das Musikgymnasium der Stadt Köln eingerichtet.
1968 wurde Heinrich Lindlar neuer Schulleiter. Die Pläne, die Musikschule in eine Fachhochschule umzuwandeln, zerschlugen sich. Berufsbildende Abteilungen wurden nun in die Hochschule für Musik Köln überführt. An der Rheinischen Musikschule verblieben die berufsbegleitenden Kurse, so die Institute für Kirchenmusik (C), das Seminar für Musikschullehrer im Jugend- und Schulmusikwerk, das Opernstudio, das Fortbildungsseminar für Musikalische Früherziehung sowie der Instrumentalunterricht für Laien. 1971 wurde ein Seminar für Unterhaltungsmusik gegründet, die Leitung hatte Karel Krautgartner. 1969 übernahm der Komponist Mauricio Kagel die Kurse für Neue Musik, die später von Bojidar Dimov als Praktikum für Neue Musik weitergeführt wurden.

## Orchester und Chöre
Neben dem Instrumentalunterricht unterhält die Rheinische Musikschule mehrere Orchester und Chöre, in denen gemeinschaftliches Musizieren unterrichtet wird. Zu diesen zählt das Jugendsinfonieorchester Köln, das RMS JazzOrchester, die Jugendblasorchester der Musikschule sowie die Lucky Kids. Seit 2002 finden jährliche „Celloversum“-Projekte der RMS Cello Big Band (Leitung: Ulrike Tiedemann, Gunther Tiedemann) statt.

## Förderverein
Die Rheinische Musikschule erhält durch den Verein der Freunde und Förderer der Rheinischen Musikschule Köln finanzielle Unterstützung. Ermöglicht wird so u. a. die Teilnahme an Wettbewerben, etwa Jugend musiziert, der Erwerb von Musikinstrumenten sowie Studienfahrten.

## Schüler
- Max Baldner (1887–1946), Cellist
- Hans Bund (1898–1982), Pianist und Dirigent
- Till Brönner (* 1971), Trompeter und Komponist
- Ruth Brühl (* 1927), Schriftstellerin
- Herbert Eimert (1897–1972), Komponist
- Gisbert Enzian (1847–1919), Chorleiter und Pianist
- Wolfgang G. Haas (* 1946), Trompeter
- Helmut Kickton (* 1956), Kirchenmusiker[4]
- Alexander Lonquich (* 1960), Pianist
- Elly Ney (1882–1968), Pianistin
- August von Othegraven (1864–1946), Komponist
- Necla Saygılı (* 1972), Sängerin
- Ferdinand Schmidt (1883–1952)
- Markus Stockhausen (* 1957), Trompeter und Komponist
- Max Strub (1900–1966), Geiger
- Jo Thönes (* 1958), Perkussionist
- Eva Weissweiler (* 1951), Musikwissenschaftlerin